# Sengoku Blade
Sengoku Blade (戦国ブレード, Sengoku Burēdo), aussi connu sous le titre de Tengai en dehors du Japon, est un jeu vidéo de type shoot 'em up à défilement horizontal développé par Psikyo et paru exclusivement au Japon sur borne d'arcade en 1996. Sengoku Blade est porté sur Sega Saturn le 22 novembre 1996, le jeu est édité par Atlus,. La version Saturn comprend un second CD, comprenant diverses informations et des artworks du studio Psikyo.Le jeu est ensuite publié sur PlayStation 2 le 2 décembre 2004 via la compilation Psikyo Shooting Collection Vol. 2: Sengoku Ace & Sengoku Blade.
Le jeu se déroule dans une version futuriste du Japon féodal avec des machines à vapeur, cinq personnages volants sont proposés au joueur. Deux personnages masculins et deux personnages féminins composent le casting du jeu ainsi qu'un robot samouraï, ils possèdent tous la capacité de tirer, lancer une bombe et sont dotés d'un pouvoir spécial.